# مفرطو الأكل المجهولون

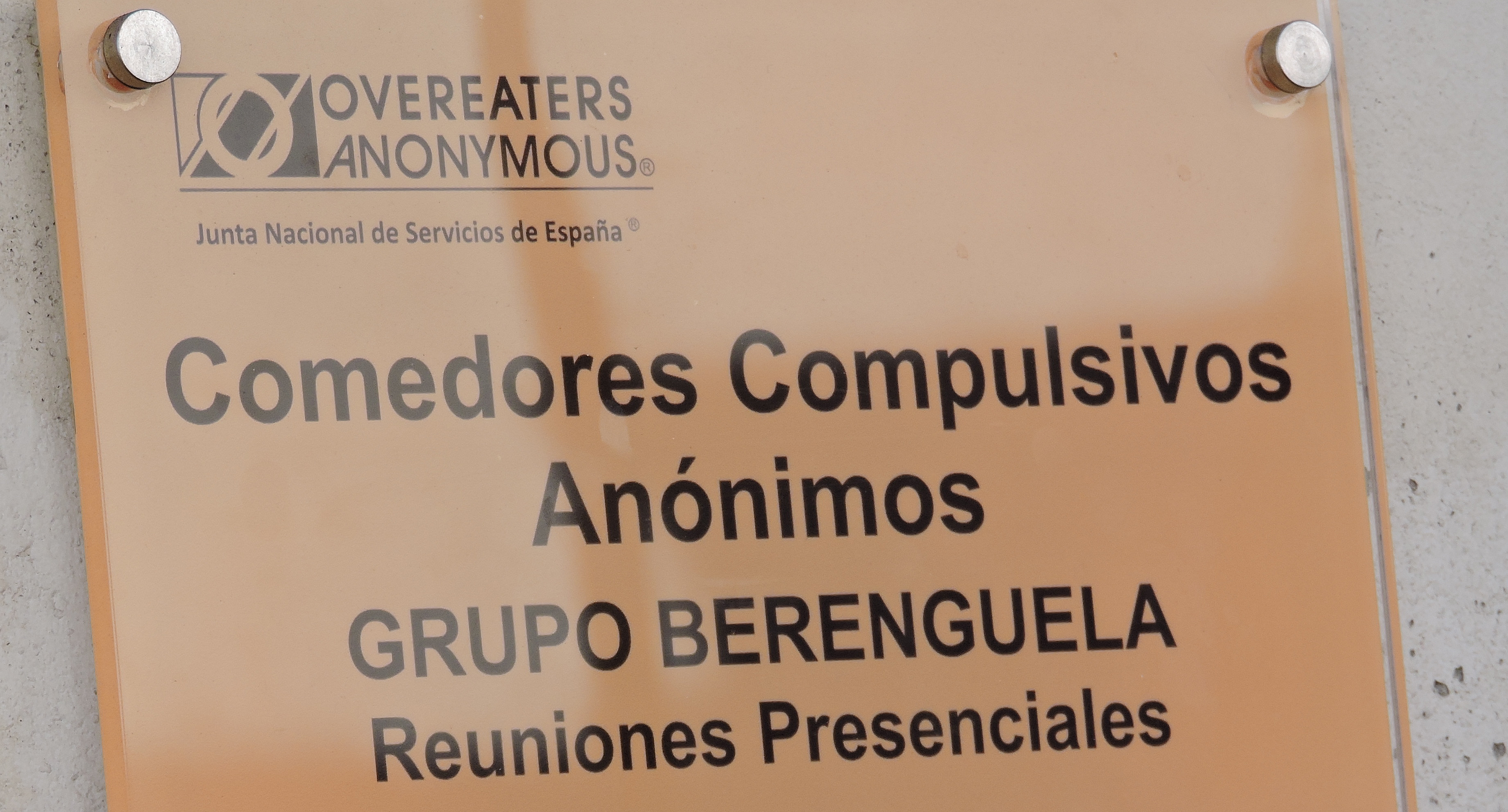
غرف طعام قهرية مجهولة المصدر (Overeaters Anonymous) في سانتياغو دي كومبوستيلا (إسبانيا)

مفرطو الأكل المجهولون هو برنامج من اثني عشر خطوة للأشخاص الذين يعانون من مشاكل لها علاقة بالطعام؛ وهي ليست مُقتصرة علي أكلي الطعام بشراهة القهريين، فهي تضم أولئك الذين يُعانون من اضطراب نهم الطعام، والنهام العصبي وفُقدان الشهية العصابي . أي شخص يعاني من مشاكل لها علاقة بالطعام، مُرحب به، بينما تشترط رابطة أكلي الطعام بشراهة المجهولين في عضويتها شرط وحيد هو الرغبة في التوقف عن الأكل بشراهة.

## برنامج مفرطو الأكل المجهولون
تأسس على يد روزانا اس، وامرأتين أُخرتين في يناير1960. المقر الرئيسي للمنظمة، أو مكتب الخدمات العالمي، يقع في ريو رانتشو، بالمكسيك الجديدة.أكلي الطعام بشراهة المجهولين تُقدر عدد أعضائها بأكثر من 60,000 شخص في حوالي 6,500 مجموعة تتجمع بأكثر من 75 بلد. تم تطوير قواعد البرنامج؛ تحديداً لأولئك الذين يأكلون بشراهة ولكن أيضاً يستخدمون كُتب مدمني الكحول المجهولين، مدمني الكحول المجهولين والإثني عشر خطوة والإثني عشر تقلي. الخطوة الأولي في البرنامج تبدأ بقبول الضعف علي الطعام. وتهدف الإحدي عشر خطوة القادمة إلي جلب الأعضاء إلي الشفاء «الجسدي، العاطفي والروحاني».